# 四號鎮區 (阿肯色州本頓縣)
四號鎮區（英語：Township 4）是位於美國阿肯色州本頓縣的一個鎮區。根據2010年美國人口普查，該地共人口25596人，而該地的面積約為128.70平方千米。

## 地理
四號鎮區的座標為36°16′16″N 94°11′33″W / 36.27111°N 94.19250°W，而該地最高點為海拔高度米（即英尺）。